# Hydriomena czekelii
Hydriomena czekelii är en fjärilsart som beskrevs av Dioszeghy 1930. Hydriomena czekelii ingår i släktet Hydriomena och familjen mätare. Inga underarter finns listade i Catalogue of Life.